# 島寺西町
島寺西町（しまてらにしちょう）は、愛知県稲沢市の地名。

## 地理

### 河川・池沼
- 大江川

### 交通
- 名鉄名古屋本線島氏永駅

### 施設
- 二ノ宮社
- 亀京寺

## 歴史

### 沿革
- 2019年（令和元年） - 稲沢市島町の一部により、同市島寺西町が成立。

### 人口の変遷
国勢調査による人口および世帯数の推移。
| 2020年（令和2年） | 20世帯 49人 |  |

### WEB
1. 1 2  総務省統計局 (2022年2月10日). “令和2年国勢調査の調査結果(e-Stat) - 男女別人口，外国人人口及び世帯数－町丁・字等” (CSV). 2023年8月2日閲覧。
2. ↑  “読み仮名データの促音・拗音を小書きで表記するもの(zip形式) 愛知県” (zip).   日本郵便 (2024年2月29日). 2024年3月26日閲覧。
3. ↑  “市外局番の一覧” (PDF).   総務省 (2022年3月1日). 2022年3月22日閲覧。
4. ↑  “ナンバープレートについて”.   一般社団法人愛知県自動車会議所. 2024年1月21日閲覧。